# Ніколін Сауербрей
Ніколін Сауербрей (нід. Nicolien Sauerbreij, 31 липня 1979) — нідерландська сноубордистка, спеціалістка у паралельному слаломі, олімпійська чемпіонка.
Ніколін Сауербрей народилася в селищі Де-Гуф неподалік Утрехта. Змагатися на міжнародному рівні розпочала з 2001 року. Загалом за свою кар'єру станом на квітень 2010 виграла 7 стартів кубка світу, в сезонах 2007/2008 та 2009/2010 вигралава кубок.
Сауербрей брала участь у трьох Олімпіадах, і у Ванкувері виборола золоту медаль та звання олімпійської чемпіонки.
1. 1 2 3  Olympedia — 2006.